# Freut euch des Lebens (Lied)

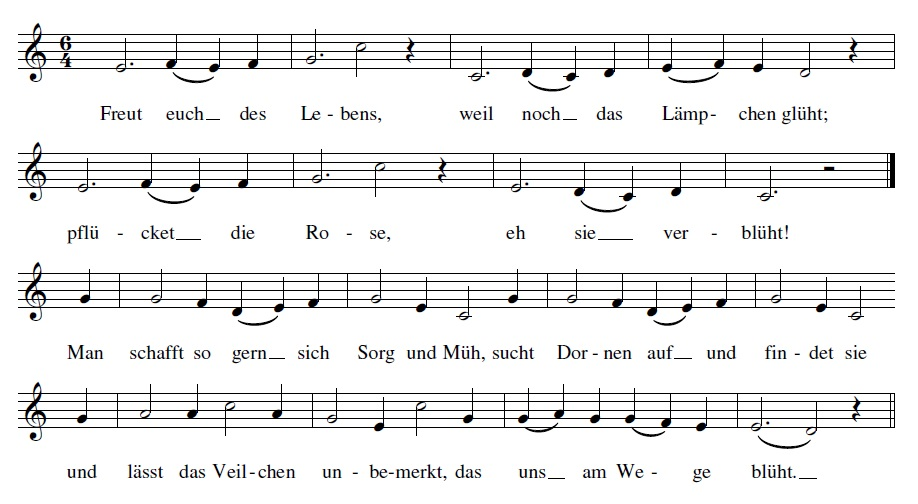
Freut euch des Lebens,
volkstümliche Melodiefassung

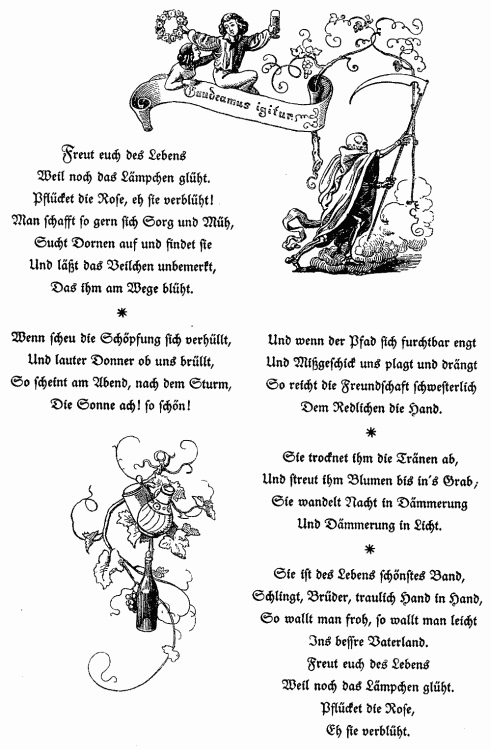
Freut euch des Lebens im Volksliederbuch Die guten Meister des deutschen Hauses (1884) mit Illustrationen von Franz Graf von Pocci und Ludwig Richter

Freut euch des Lebens ist eines der populärsten deutschsprachigen Volkslieder. Den Text schrieb der Schweizer Dichter Johann Martin Usteri (1763–1827) im Jahr 1793, die Melodie im selben Jahr der Schweizer Komponist Hans Georg Nägeli (1773–1836). Seit dem Biedermeier fand das Lied im ganzen deutschen Sprachraum Verbreitung. 1912 wurde es in Preußen als „Pflichtlied“ für das 4. Schuljahr vorgeschrieben.

## Form und Inhalt
Der Originaltext ist als Rundgesang gestaltet, dessen Refrain alle gemeinsam („Chor“) und dessen Strophen Einzelne aus der Runde singen. Der Kehrvers „Freut euch des Lebens, weil noch das Lämpchen glüht, pflücket die Rose, eh sie verblüht“ ist eine ausgeführte Paraphrase des Carpe diem: Weil das Leben vergänglich ist wie das Brennen einer Kerze und das Blühen einer Rose, soll der Augenblick fröhlich ergriffen und ausgekostet werden. Es handelt sich um ein frühes Stimmungslied, und die heitere Stimmung der Gruppe und die Freundschaft, die sie verbindet, sind zugleich Thema der Strophen. Dabei klingen auch moralische und religiöse Motive an.
Das im Refrain daktylische, in den Strophen jambische Versmaß ist locker und unregelmäßig, die Zeilen von ungleicher Länge reimen nur teilweise.

## Text (1831)
Rundgesang.

1793.

Freut Euch des Lebens

Weil noch das Lämpchen glüht,

Pflücket die Rose,

Eh’ sie verblüht!

So mancher schafft sich Sorg’ und Müh,

Sucht Dornen auf, und findet sie,

Und läßt das Veilchen unbemerkt,

Das ihm am Wege blüht.

Chor.

Freut Euch des Lebens, u. s. w.

Wenn scheu die Schöpfung sich verhüllt,

Und lauter Donner ob uns brüllt,

So scheint am Abend, nach dem Sturm,

Die Sonne, ach! so schön!

Chor.

Freut Euch des Lebens, u. s. w.

Wer Neid und Mißgunst sorgsam flieht,

Genügsamkeit im Gärtchen zieht,

Dem schießt sie bald zum Bäumchen auf,

Das goldne Früchte bringt.

Chor.

Freut Euch des Lebens, u. s. w.

Wer Redlichkeit und Treue übt,

Und gern dem ärmern Bruder giebt,

Da siedelt sich Zufriedenheit

So gerne bei ihm an.

Chor.

Freut Euch des Lebens, u. s. w.

Und wenn der Pfad sich furchtbar engt,

Und Mißgeschick uns plagt und drängt,

So reicht die holde Freundschaft stets

Dem Redlichen die Hand.

Chor.

Freut Euch des Lebens, u. s. w.

Sie trocknet ihm die Thränen ab,

Und streut ihm Blumen bis in’s Grab;

Sie wandelt Nacht in Dämmerung,

Und Dämmerung in Licht.

Chor.

Freut Euch des Lebens, u. s. w.

Sie ist des Lebens schönstes Band,

Schlagt, Brüder, traulich Hand in Hand,

So wallt man froh, so wallt man leicht

In’s beßre Vaterland.

Chor.

Freut Euch des Lebens,

Weil noch das Lämpchen glüht,

Pflücket die Rose

Eh’ sie verblüht!

## Melodie
Nägelis Melodie im schwungvollen Dreiertakt, deren Schwerpunktnoten ganz überwiegend auf den vier Tönen des Tonikaakkords liegen, verbindet sich maßgeschneidert mit dem Text. In der volkstümlichen Version ist sie in wenigen Details vereinfacht. „Die den Regeln zuwiderlaufende Akzentuation der eigentlich unbetonten Silbe bens in Lebens wirkt in ihrer Ausgelassenheit hinreißend; es ist als würfe der Sänger vor Freude die Mütze in die Höhe.“
Gioachino Rossini bearbeitete die Melodie zweimal, u. a. in der Ouvertüre zur Oper Semiramide. Bearbeitungen gibt es auch von Antonín Dvořák und Ignaz Moscheles.
Paul Graener verwendet die Melodie als Thema des Rondo-Finales seines Konzerts für Flöte und Orchester (op. 116).
Die Melodie war ferner Bestandteil des Großen Weckens, eines militärischen Zeremoniells preußischer Tradition.

## Literarisches Zitat
In Thomas Manns Roman Bekenntnisse des Hochstaplers Felix Krull taucht Freut euch des Lebens als Nebenmotiv auf. Felix Krull schreibt am Schluss des ersten Kapitels des ersten Buchs (nach der Charakterisierung seines feierseligen und geschäftlich unsoliden Vaters):
„Über dem Windfang war eine kleine, sinnreiche Vorrichtung angebracht, die, während die Tür, durch Luftdruck aufgehalten, langsam ins Schloß zurücksank, mit feinem Klingen den Anfang des Liedes ›Freut euch des Lebens‹ spielte.“
Im großen Speisewagen-Gespräch Krulls – nun als Marquis de Venosta – mit dem Paläozoologen Professor Kuckuck im fünften Kapitel des dritten Buchs äußert Kuckuck:
„»Und doch sind Entstehung und Bestand des Lebens an bestimmte, knapp umschriebene Bedingungen gebunden, die ihm nicht allezeit geboten waren, noch allezeit geboten sein werden. Die Zeit der Bewohnbarkeit eines Sternes ist begrenzt. Es hat das irdische Leben nicht immer gegeben, und wird es nicht immer geben. Das Leben ist eine Episode, und zwar, im Maßstabe der Äonen, eine sehr flüchtige.«“
Worauf Krull-Venosta reagiert:
„»Das nimmt mich ein für dasselbe«, sagte ich. […] »Es gibt da«, setzte ich hinzu, »ein Liedchen: ›Freut euch des Lebens, weil noch das Lämpchen glüht.‹ Ich habe es früh erklingen hören und immer gern gehabt, aber durch Ihre Worte von der ›flüchtigen Episode‹ nimmt es nun freilich eine ausgedehntere Bedeutung an.«“

## Klapphornverse
Das Lied ist darüber hinaus in einer derben Version als Klapphornverse überliefert. Während der Strophenteil mit einer Vielzahl von Klapphornversen gefüllt ist, weicht der Refrain folgendermaßen ab:
„Freut euch des Lebens, Großmutter wird mit der Sense rasiert, alles vergebens, sie war nicht eingeschmiert.“
Diese Version ist teilweise bekannter als die eigentliche Überlieferung, weil dieses Lied in der TV- und Hörspielserie Meister Eder und sein Pumuckl in der Folge Pumuckl und die Musik von Eder und seinen Stammtischbrüdern gesungen wird.

## Sekundärliteratur
Waltraud Linder-Beroud. In: Lutz Röhrich und Erika Lindig: Volksdichtung zwischen Mündlichkeit und Schriftlichkeit. Tübingen 1989 (ScriptOralia 9), S. 273–288, und diesselbe, Von der Mündlichkeit zur Schriftlichkeit? Frankfurt/Main 1989, S. 233–248.